# Archives départementales de la Seine-Maritime
Pour les articles homonymes, voir Tour des archives.
Les archives départementales de la Seine-Maritime sont un service du conseil départemental de la Seine-Maritime. Elles se situent à Rouen dans le quartier Grammont.

## Historique

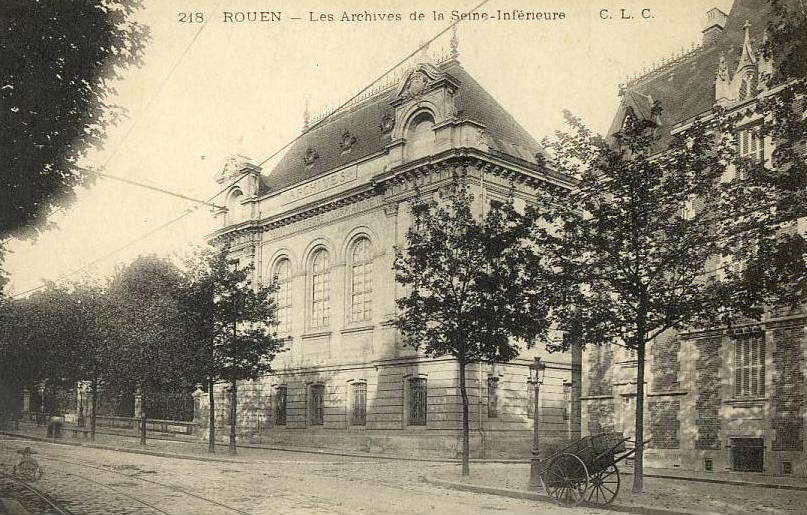
Les archives départementales de la Seine-Inférieure, boulevard des Belges.

Jusqu'en 1825, les archives étaient disséminées dans Rouen. L'acquisition d'un local situé près de la préfecture, boulevard des Belges, permet alors de les rassembler.
Après la Seconde Guerre mondiale, les archives sont stockées, dans Rouen, rue de Crosne, dans la chapelle du lycée Corneille et, à Mont-Saint-Aignan, dans la chapelle du Mont-aux-Malades.
Dès le début des années 1950, un projet de construction d'un centre administratif incluant les archives départementales sur la rive gauche de la Seine à Rouen est envisagé. 
C’est ainsi qu'est inaugurée en 1965 la « Tour des Archives », située dans l’enceinte de la cité administrative, dans le quartier Saint-Sever. Ce bâtiment, de conception moderne, peut désormais accueillir 37 kilomètres linéaires de documents, répartis sur 27 étages. Chaque étage comprend deux salles disposant chacune de 600 mètres de rayonnages.
Le pôle culturel Grammont conçu par l’architecte Rudy Ricciotti accueille depuis 2012 une partie des archives et des espaces d’accueil du public, d’animation et de médiation culturelles.

## Accès
L’accès aux salles de lecture se fait au pôle culturel Grammont, au 42 rue Henri-II-Plantagenêt, bus F7, arrêts Simone-de-Beauvoir ou Clinique Mathilde près de la future gare centrale de Rouen et à deux pas de la gare routière mais aussi bien desservi par le métro arrêt Honoré de Balzac à 900 mètres.

## La tour des Archives
Œuvre de Bahrmann, Leroy et Dussaux, la tour, de 89 mètres de hauteur (104 mètres avec l’antenne), est construite entièrement en béton armé, avec revêtement en pierre dure de Bourgogne. Afin d’éviter un vieillissement prématuré des documents dû à l’ensoleillement, toutes les ouvertures sont protégées par des claustras. Cet édifice est le deuxième point le plus haut de Rouen après la cathédrale Notre-Dame (151 m) et avant les « papillons » du pont Gustave-Flaubert (85 m).
En mars 2007, elle fut mise en lumière par la société Neo Light grâce à 7 800 leds réparties sur les lucarnes des étages des façades nord et sud, accompagnées de 12 lampes au sommet, et de projections sur la façade Ouest (côté ascenseur) à partir du mois suivant.

## Directeurs
- 1807-1822 : Guillaume Gosselin ;
- 1822-1829 : Jean-Baptiste Hénault ;
- 1829 -: Hamel
- Pierre Legendre (ca 1839)
- 1847-1851 : Barabé

| Identité                                   | Période        | Période       | Durée              |
| Identité                                   | Début          | Fin           | Durée              |
| ------------------------------------------ | -------------- | ------------- | ------------------ |
| Charles de Beaurepaire (1828 - 1908)       | 31 mars 1851   | 12 avril 1905 | 54 ans et 12 jours |
| Paul Chevreux (1854 - 1913)                | 12 avril 1905  | 1906          | 1 an               |
| Jules Vernier (d) (1866 - 1925)            | 1906           | 14 mai 1925   | 19 ans             |
| Paul Le Cacheux (1873 - 1938)              | 1925           | 1937          | 12 ans             |
| François de Vaux de Foletier (1893 - 1988) | 1937           | 1941          | 4 ans              |
| François Burckard (1928 - 2017)            | 1964           | 1988          | 24 ans             |
| Claude Hohl (d) (1936 - 2016)              | 1988           | 1996          | 8 ans              |
| Armelle Sentilhes (d) (née au XXe siècle)  |                | août 2005     |                    |
| Vincent Maroteaux (d) (né en 1961)         | septembre 2005 | En cours      | 19 ans et 10 mois  |

## Fonds numérisés
- Registres paroissiaux et état civil
- Journal de Normandie, Journal de Rouen, Normandie (1762-1947)
- Cadastre
- Recensements
- Registres matricules (1887-1921)
- Inscription maritime
- Administration communale
- Archives des hôpitaux

## Pour approfondir